# 饒政
饶政，字文质，直隸望江縣人。明朝政治人物。
永樂十三年（1415年）乙未科进士。次年，奉派江西运粮，后任寿昌县、肃藩县、罗山县、德安县任縣儒學教諭，都察院左都御史张灿、徐延璋、杨瓒、何圮等，均出其门下